# Katharina Gallhuber
Katharina Gallhuber (Scheibbs, 16 juni 1997) is een Oostenrijkse alpineskiester. Ze vertegenwoordigde haar vaderland op de Olympische Winterspelen 2018 in Pyeongchang.

## Carrière
Gallhuber maakte haar wereldbekerdebuut in oktober 2015 in Sölden. Een maand later scoorde ze in Aspen haar eerste wereldbekerpunten. Op de wereldkampioenschappen alpineskiën 2017 in Sankt Moritz wist de Oostenrijkse niet te finishen op de slalom. In november 2017 behaalde Gallhuber in Killington haar eerste toptienklassering in een wereldbekerwedstrijd. Tijdens de Olympische Winterspelen van 2018 in Pyeongchang veroverde ze de bronzen medaille op de slalom, samen met Stephanie Brunner, Katharina Liensberger, Manuel Feller, Michael Matt en Marco Schwarz behaalde ze de zilveren medaille in de landenwedstrijd.

## Resultaten

### Olympische Spelen
| Jaar | Plaats      | Resultaten               |
| ---- | ----------- | ------------------------ |
| 2018 | Pyeongchang | Slalom · Landenwedstrijd |

### Wereldkampioenschappen
| Jaar | Plaats       | Resultaten |
| ---- | ------------ | ---------- |
| 2017 | Sankt Moritz | DNF Slalom |

### Wereldbeker
Eindklasseringen
| Seizoen   | Algm | SL  |
| --------- | ---- | --- |
| 2015/2016 | 86e  | 33e |
| 2016/2017 | 86e  | 32e |
| 2017/2018 | 26e  | 7e  |
| 2019/2020 | 68e  | 19e |